# William Ruto
William Samoei Arap Ruto (Kamagut, 21 de dezembro de 1966) é um político queniano, antigo vice-presidente do Quênia entre 2013 e 2022 e presidente do país desde 2022.

## Biografia
Ruto nasceu na aldeia de Sambut, em Kamagut (hoje no condado de Uasin Gishu), filho de Daniel e Sarah Cheruiyot. Foi criado em uma família religiosa e é membro da African Inland Church. Ruto frequentou a Escola Primária Kerotet e, em seguida, a Escola Secundária Wareng, antes de prosseguir para a Escola Secundária Kapsabet. Matriculou-se na Universidade de Nairóbi, onde se formou em botânica e zoologia (1990). Mais tarde, retomou seus estudos na mesma instituição, obtendo um mestrado (2011) e um doutorado (2018) em ecologia vegetal. Ruto casou-se com Rachel Chebet em 1991 e eles têm seis filhos juntos. Ele também tem uma filha com Prisca Chemutai Bett.
Apesar de ter crescido na pobreza, Ruto conseguiu acumular uma fortuna considerável com seus diversos empreendimentos comerciais, que incluem participações nas áreas imobiliária, agrícola, hoteleira e de seguros.

### Política
Ruto envolveu-se na política em 1992. Às vésperas das eleições gerais daquele ano, ajudou a fundar o grupo Juventude pela KANU 1992, que apoiou a candidatura presidencial de Daniel Arap Moi, do partido União Nacional Africana do Quênia (KANU). Ruto foi eleito pela primeira vez para o parlamento em 1997 e reeleito em 2002. Também em 2002, serviu brevemente como Ministro do Interior sob Moi. Em meio a uma divisão na KANU devido à escolha de Moi de Uhuru Kenyatta como o candidato presidencial do partido nas eleições de 2002, Ruto optou por permanecer no partido e apoiar a candidatura de Kenyatta à presidência. Contudo, Kenyatta perdeu para Mwai Kibaki.
Ruto ascendeu ao cargo de secretário-geral da KANU em 2005. Naquele mesmo ano, o governo realizou um referendo sobre uma proposta de nova constituição. Ruto se opôs a essa constituição e formou uma aliança com figuras de outros partidos para fazer campanha contra ela. Seus esforços foram bem-sucedidos, pois a maioria dos eleitores rejeitou o novo documento. No ano seguinte, Ruto anunciou sua intenção de concorrer à presidência, o que não foi bem recebido pela KANU. Consequentemente, ele buscou a nomeação do Movimento Democrático Laranja (ODM), a coligação resultante da aliança que fez campanha contra a constituição de 2005, mas perdeu a nomeação do ODM para Raila Odinga. Ruto renunciou oficialmente ao cargo de secretário-geral da KANU em outubro de 2007.
Nas eleições acirradas de dezembro de 2007, Ruto, agora como parte do ODM, apoiou Odinga em sua tentativa de destituir o presidente  Kibaki. Embora os resultados provisórios apontassem para uma vitória de Odinga, os resultados oficiais mostraram que Kibaki havia vencido por uma margem estreita. Esses resultados foram rejeitados por Odinga e também questionados por observadores internacionais. Protestos generalizados se seguiram por todo o país e deram lugar a atos brutais de violência envolvendo alguns dos muitos grupos étnicos do Quênia. Mais de 1.000 pessoas foram mortas e cerca de 600.000 foram deslocadas nos distúrbios que duraram semanas.
Esforços de mediação que duraram meses interromperam a violência e, em abril de 2008, foi criado um governo de coalizão no qual Kibaki permaneceu como presidente e Odinga ocupou o cargo recém-criado de primeiro-ministro. Ruto foi nomeado ministro para duas pastas no governo: agricultura (2008-2010) e educação superior (2010-2011). Ele também manteve sua cadeira parlamentar. Após um desentendimento com Odinga, ele deixou o ODM e encontrou brevemente um lar no Movimento Democrático Unido antes de ingressar no Partido Republicano Unido em 2012.
Enquanto isso, o Tribunal Penal Internacional (TPI) havia aberto uma investigação sobre a violência pós-eleitoral de 2007-2008. Em dezembro de 2010, o TPI divulgou os nomes de seis indivíduos considerados os principais responsáveis por instigar a violência, e Ruto e Kenyatta estavam entre os citados. Em janeiro de 2012, Ruto foi acusado de ter cometido crimes contra a humanidade durante o período pós-eleitoral, supostamente organizando e coordenando ataques direcionados contra os grupos étnicos dos quais Kibaki normalmente recebia muito apoio.
Ele se reuniu com Kenyatta, e os dois homens e seus partidos se juntaram a uma aliança multipartidária chamada Coalizão do Jubileu para disputar as eleições de março de 2013, nas quais Kenyatta concorreu à presidência e Ruto à vice-presidência; os dois foram apelidados de "UhuRuto". Havia outros sete pares de candidatos para esses cargos, os principais dos quais eram Odinga e seu companheiro de chapa, Stephen Kalonzo Musyoka, mas Kenyatta e Ruto venceram, obtendo pouco mais de 50% dos votos. Uma contestação aos resultados de Odinga foi finalmente rejeitada e, em 9 de abril, Kenyatta e Ruto foram empossados como presidente e vice-presidente, respectivamente.
Em 10 de setembro, o TPI abriu o julgamento de Ruto e Joshua arap Sang, executivo de rádio e radialista. O processo prosseguiu até 5 de abril de 2016, quando os juízes do TPI encerraram o caso por não encontrarem provas suficientes para uma condenação. No entanto, notaram "uma incidência preocupante de interferência de testemunhas e intromissão política intolerável" e afirmaram que Ruto poderia ser julgado novamente pelo TPI ou por um tribunal nacional. Em 2015, o TPI também encerrou o processo contra Kenyatta.
Com os julgamentos do TPI encerrados, Ruto e Kenyatta se voltaram para a próxima eleição geral. Os partidos da Coalizão se reorganizaram em setembro de 2016, criando um único partido, o Partido Jubilee, com Kenyatta e Ruto concorrendo à reeleição nas eleições de 8 de agosto de 2017. Eles obtiveram sucesso, obtendo mais de 54% dos votos. Odinga novamente contestou o resultado. Desta vez, porém, a Suprema Corte anulou os resultados e, em vez disso, convocou uma nova eleição, realizada em 26 de outubro. No entanto, tendo citado preocupações sobre problemas não resolvidos com o processo eleitoral, Odinga desistiu da disputa e pediu a seus apoiadores que a boicotassem. Kenyatta e Ruto venceram novamente, desta vez por uma ampla margem, mas em um cenário de comparecimento eleitoral muito baixo. Em 28 de novembro, eles foram empossados para seu segundo mandato. Seria o último mandato de Kenyatta como presidente, já que a Constituição o limitava a apenas dois mandatos. Ruto, por outro lado, estava agora bem posicionado para ser o próximo candidato presidencial do partido.
Durante seu segundo mandato como vice-presidente, o relacionamento de Ruto com Kenyatta esfriou consideravelmente. Em contraste, o presidente e Odinga se reconciliaram inesperadamente em 2018 e passaram a colaborar na força-tarefa da Iniciativa de Construção de Pontes (BBI), que estudou os desafios enfrentados pelo país e propôs soluções. A colaboração de alto nível entre os dois homens exacerbou o distanciamento de Ruto em relação a Kenyatta e contribuiu para a perda de seu status como herdeiro presuntivo da presidência. Depois que as recomendações da BBI foram adotadas em um projeto de emenda constitucional, Ruto estava entre os detratores que achavam que o projeto seria muito custoso para implementar e o consideravam um jogo de poder político. Ele também estava entre aqueles que comemoraram em março de 2022, quando o projeto foi considerado inconstitucional e não pôde ser promulgado.
Na época das eleições gerais de agosto de 2022, o cenário político do Quênia havia mudado drasticamente desde a votação anterior. Ruto, que havia saído do Partido Jubileu, era agora o candidato presidencial de um novo partido, a Aliança Democrática Unida, que fazia parte da aliança de partidos políticos Kenya Kwanza. Em fevereiro, Kenyatta havia abandonado publicamente seu companheiro de chapa das duas eleições anteriores, declarando Ruto inapto para a presidência e apoiando Odinga para o cargo mais alto. O Partido Jubileu também apoiou Odinga e se juntou à sua aliança Azimio la Umoja.
Ruto foi eleito Presidente do Quênia, derrotando o líder da oposição Raila Odinga. Inicialmente, no entanto, a vitória de Ruto foi marcada pela incerteza, já que quatro dos sete comissários eleitorais haviam repudiado os resultados antes de serem anunciados, e Odinga não os aceitou, optando por mais uma vez entrar com uma contestação na Suprema Corte. Em 5 de setembro, o Tribunal confirmou os resultados, afirmando que nenhuma prova confiável de fraude havia sido apresentada. Ruto tomou posse como presidente em 13 de setembro.
Em 2024, uma série de protestos contra sua presidência afetaram a popularidade e a estabilidade de seu governo. Ele se desentendeu com seu vice-presidente, Rigathi Gachagua, que foi julgado e removido pelos deputados e depois pelos senadores em outubro de 2024. Sendo o primeiro presidente evangélico do país, Ruto foi impulsionado pelo voto cristão, também tem enfrentado a rejeição de variados líderes cristãos. Muitos quenianos ainda querem a saída do presidente – em meio a protestos implacáveis com gritos de guerra como "Ruto tem que sair" e "Ruto Wantam" (Ruto para um mandato). Enquanto isso, o governo queniano tem respondido aos protestos e à dissidência com repressões brutais, incluindo prisões em massa e supostos sequestros por agentes de segurança.